# Otto Küsel
Otto Emil August Küsel (ur. 16 maja 1909 w Berlinie, zm. 17 listopada 1984 w Oberviechtach) – niemiecki więzień funkcyjny w obozie koncentracyjnym KL Auschwitz.

## Życiorys
Do obozu trafił 20 maja 1940 w grupie pierwszych 30 więźniów kryminalnych z KL Sachsenhausen, gdzie przebywał od marca 1937 skazany za kradzieże (nr obozowy 979). W KL Auschwitz otrzymał numer obozowy 2. Do grudnia 1942 r. pełnił w KL Auschwitz funkcję kapo na stanowisku Arbeitsdienst. Wyróżniał się pozytywnie z grona pozostałych „niemieckich kryminalistów”. Słynął z przychylności więźniom i podejmował niemalże codziennie próby pomocy wielu z nich. Wycieńczonym więźniom przydzielał lżejszą pracę, wielu z nich zawdzięcza mu przeżycie obozu. Jednym z nich był Kazimierz Piechowski. 29 grudnia 1942 r. uciekł wraz z trzema Polakami z obozu. Po 9 miesiącach został schwytany i ponownie deportowany do KL Auschwitz. 8 lutego 1944 r. przewieziono go do KL Flossenbürg (nr obozowy 3819), gdzie przebywał do końca wojny.
Po wojnie Polska zaoferowała mu honorowe obywatelstwo. Zeznawał jako jeden ze świadków
w procesie członków załogi KL Auschwitz we Frankfurcie nad Menem.

## Podobne hasła
- Jonny Lechenich

## Literatura
- Monika Bernacka: Otto Küsel- Green Triangle. On the 100th Anniversary of his Birth, in: Oś – Oświęcim, People, History, Culture magazine, No. 5, May 2009, S. 8–9. (Digitalisat, englisch),
- Danuta Czech: Kalendarium der Ereignisse im Konzentrationslager Auschwitz-Birkenau 1939-1945, 1. Aufl., 1989. Zitiert nach der Italienischen Übersetzung von Gianluca Picchinini (Digitalisat, italienisch)
- Sebastian Dregger: Die Rolle der Funktionshäftlinge im Vernichtungslager Auschwitz – und das Beispiel Otto Küsels., in: Aventinus. Die Historische Internetzeitschrift von Studenten für Studenten, Ausgabe 04 – Wintersemester 07/08
- Ernst Klee: Auschwitz. Täter, Gehilfen und Opfer und was aus ihnen wurde. Ein Personenlexikon, S. Fischer Verlag, Frankfurt am Main 2013, ISBN 978-3-10-039333-3.
- Hermann Langbein: Menschen in Auschwitz; Frankfurt am Main, Berlin, Wien: Ullstein, 1980, ISBN 3-548-33014-2.